# Poly(méthacrylate de méthyle)
Cet article possède un paronyme, voir Plekszy-Gladz.
Pour les articles homonymes, voir PMMA.
Le poly(méthacrylate de méthyle) (souvent abrégé en PMMA, de l'anglais poly(methyl methacrylate)) est un polymère thermoplastique transparent obtenu par polymérisation en chaîne dont le monomère est le méthacrylate de méthyle (MMA). Ce polymère est plus connu sous son premier nom commercial de Plexiglas, marque déposée utilisée dans le langage courant comme antonomase, même si le leader mondial du PMMA est Trinseo après cession par Arkema de l'activité d'Altuglas International. Il est également vendu sous les noms commerciaux Lucite, Crystalite, Hésalite, Perspex et Nudec. Ses propriétés optiques le font également désigner comme « verre acrylique ».

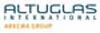
Logo Altuglas International.

## Synthèse
Il se polymérise à l'aide de radicaux qui amorcent une polymérisation radicalaire en chaîne. Également possible, la polymérisation anionique, au moyen d'amorceurs nucléophiles de type carbanion.
La polymérisation anionique doit se faire en milieu anhydre ; en effet, dans ce type de réaction, il n y a pas d'étapes de terminaison, la chaîne en construction continue à absorber des monomères jusqu'à épuisement du stock.
C'est seulement à ce moment-là que l'on peut précipiter le PMMA en lui fournissant un proton (à l'aide d'un acide par exemple), ou y ajouter un monomère différent, dans le but de former des copolymères à blocs (de type AAABBB).
Le milieu anhydre sert donc à éviter que les chaînes de PMMA ne se terminent trop tôt à cause d'un proton, ce qui ferait baisser leur degré de polymérisation. C'est aussi pour cette raison que la réaction se fait sous atmosphère inerte (argon, diazote).
Le solvant et l'amorceur utilisés définiront la tacticité du polymère et donc ses propriétés physiques.
Il existe trois principaux procédés de polymérisation :
- par coulée entre deux plaques de verre ;
- en suspension ;
- en masse.

Les deux derniers procédés sont principalement utilisés pour la production de plaques extrudées et la fabrication de granulés.
Le PMMA peut être moulé par compression, injection, coulée, soufflage et extrusion. Les feuilles et plaques de PMMA sont facilement thermoformées. On peut facilement le métalliser.
Le PMMA peut également être soudé par ultrasons.

## Propriétés physiques
Sa température de transition vitreuse (Tv) est comprise entre 46 °C pour un PMMA isotactique (les groupes ester sont alignés du même côté de la chaîne) et 159 °C pour un PMMA syndiotactique (les groupes ester sont alternés autour de la chaîne). La majorité des PMMA sur le marché actuellement est atactique, leur Tv étant comprise entre 90 °C et 105 °C. La modification du groupe ester induit également un abaissement de Tv (ex. : éthyle : 65 °C, n-butyl : 20 °C). Le PMMA peut également être modifié par copolymérisation avec d'autres monomères tels que des acrylates, des acrylonitriles, des styrènes et butadiènes.

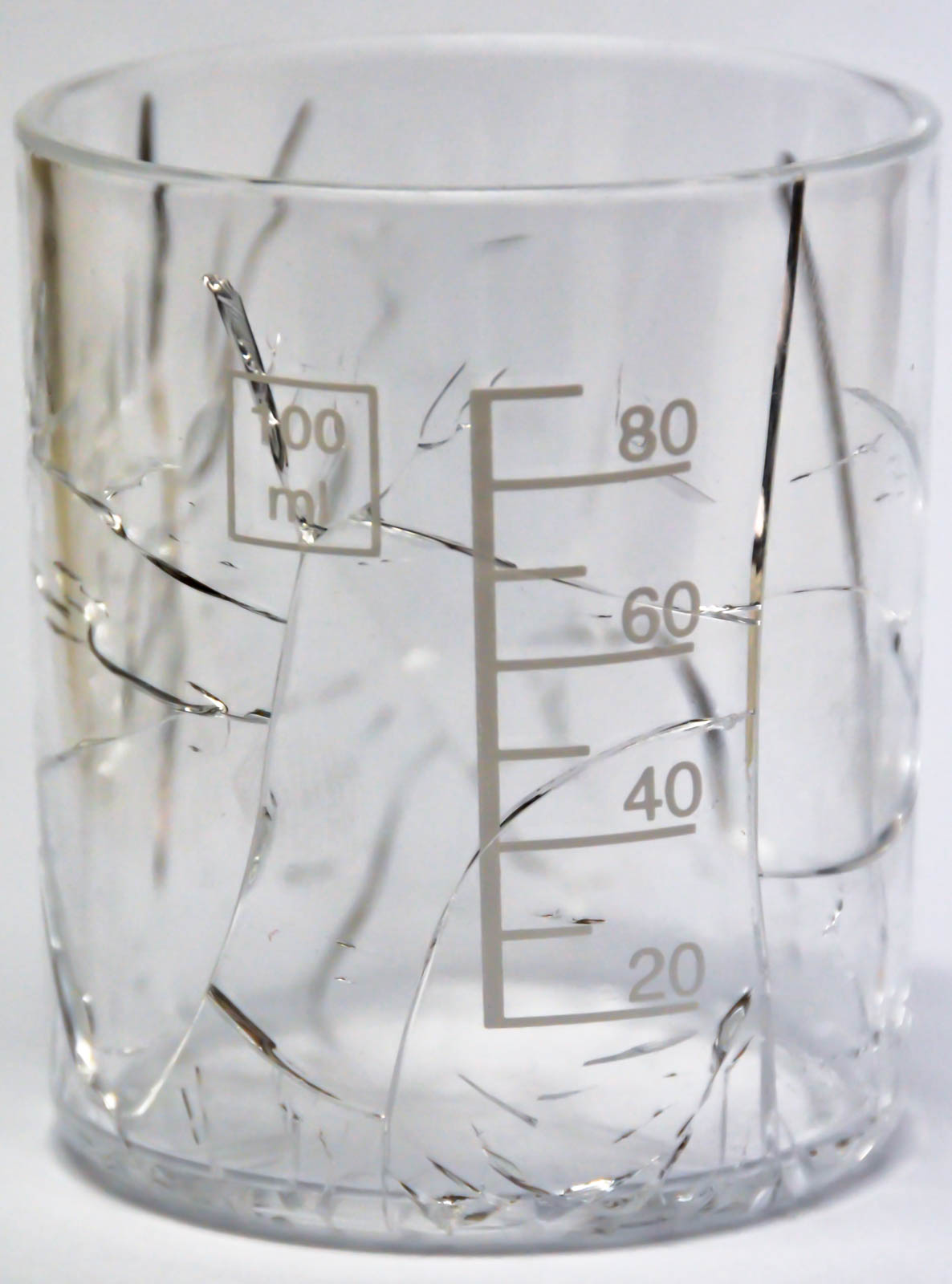
Bécher en acrylique endommagé par réaction avec de l'éthanol.

Ces matériaux se caractérisent par :
- très grande transparence, très limpide ;
- propriété optique exceptionnelle (transmission lumineuse supérieure à celle du verre jusque dans le proche ultraviolet, transparence, limpidité, brillance). Indice de réfraction de 1,49 ;
- aspect de la surface très lisse et brillant ;
- excellente résistance aux agents atmosphériques ;
- excellente tenue aux rayons ultraviolets[11] et à la corrosion ;
- légèreté : masse volumique de 1,19 g cm−3 (beaucoup plus léger que le verre) ;
- coefficient de dilatation thermique : 70-77 × 10−6 K−1[13] ;
- usage dentaire : sensible à long terme (plusieurs mois) à la présence de la salive (le matériau devient cassant), de chlorhexidine (désinfectant buccal) ou de certains colorants alimentaires (colorations) ;
- conductivité thermique à 23 °C : 0,17-0,19 W m−1 K−1[13] ;
- coefficient élevé de dissolution en solution aqueuse.

## Découverte du plexiglas

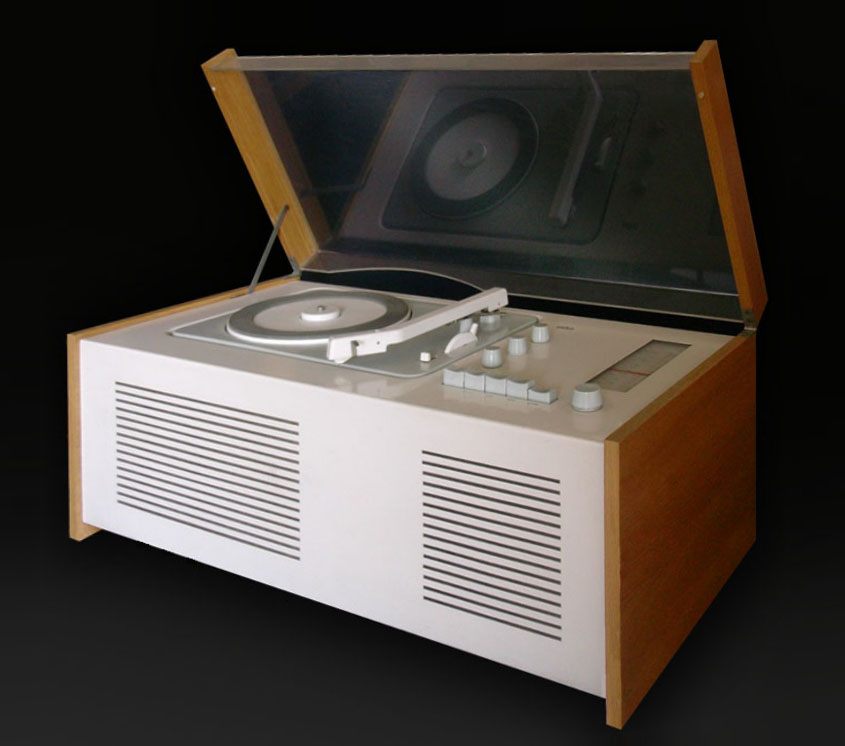
Le phono-radio combiné SK61 de Braun et son couvercle en verre acrylique de marque Plexiglas (1962).

Le premier acide acrylique a été obtenu en 1843, et l’acide méthacrylique, qui en est dérivé, en 1865. La réaction entre l'acide méthacrylique et le méthanol donne l'ester méthacrylate de méthyle. En 1877 le chimiste allemand Rudolph Fittig découvrit le procédé permettant de polymériser le méthacrylate de méthyle. Le verre acrylique a été découvert pratiquement simultanément (en 1928) en Allemagne (Walter Bauer), au Royaume-Uni (Rowland Hill et John Crawford) et en Espagne. En 1933, la marque Plexiglas a été brevetée et déposée par un autre chimiste allemand, Otto Röhm. En 1936, Imperial Chemical Industries (alors Lucite International) se lance dans la première production commercialement viable de verres de sécurité acryliques (marque Perspex). Les premières lentilles de contact en acrylique ont été conçues en 1940 par Heinrich Wöhlk pour son propre usage : les lentilles de contact commercialisées à cette époque étaient faites en verre borosilicate taillé, et provoquaient des réactions allergiques. Durant la Seconde Guerre mondiale, aussi bien les forces alliées que celles de l'Axe utilisèrent des verres acryliques pour la fabrication des périscopes de sous-marins et des pare-brises et tourelles de mitrailleuse des bombardiers. Les pilotes d'avion dont les yeux avaient été touchés par des projections de PMMA étaient moins gravement blessés qu'avec des éclats de verre à vitre, en raison d'une bien meilleure compatibilité entre les tissus humains et le PMMA qu'avec le verre. Un des premiers produits de consommation en verre acrylique de la marque Plexiglas est le couvercle de la chaîne Hi-Fi Braun SK 4 de 1956.

## Utilisation
On distingue :
- enseignes, bandeaux lumineux, panneaux signalétiques et publicitaires ;
- verrières d'avions légers, planeurs, ULM ;
- PLV, présentoir, gravure, ameublement, agencement de magasin, décoration ;
- pièces industrielles ;
- accessoires de sécurité ;
- balle de contact ;
- prothèse dentaire ;
- implant en ophtalmologie ;
- membranes pour hémodialyseurs… ;
- fibres optiques ;
- art (objets de design, sculpture) : la Pontiac Plexiglas Deluxe Six de 1939, autrement nommée « Ghost Car » et designée par Norman Bel Geddes, est le fruit d'une collaboration entre General Motors et la firme Rohm and Haas. Elle fut la première voiture fabriquée aux États-Unis à avoir une carrosserie entièrement réalisée en Plexiglas, révélant de fait sa structure et ses divers organes mécaniques. Elle fut exposée comme objet promotionnel dans le pavillon Highways and Horizons de la General Motors, à l'occasion de l'Exposition universelle de New York 1939-1940. Un second exemplaire fut construit en 1940 à l'occasion de la Golden Gate Exposition de 1940[16] ;
- lentilles d'appareils photographiques économiques (jetables) — la polymérisation en masse permet l'obtention de pièces sans contraintes internes, possédant donc un indice de réfraction constant et isotrope ;
- support d'impression directe avec encres UV pour les tableaux photographiques[17] ;
- instruments de musique : certains modèles de batteries (Ludwig et Tamburo, entre autres) ;
- réservoir de cigarettes électroniques.
- kits de batterie (comme la Pearl Crystal Beat, ou la Ludwig Vistalite, batterie emblématique de John Bonham)

Le PMMA possède de nombreux avantages dont deux principaux : il est transparent et résistant.
Il peut remplacer le verre dans la fabrication de vitres car il permet une excellente transmission de la lumière. Il transmet jusqu'à 92 % de la lumière visible, soit plus que le verre. Pour sa résistance aux ultraviolets, il est utilisé pour les vitrages, les protections de tuiles ou certains éléments de voiture (feux arrière).
C'est le seul polymère transparent aux ultraviolets[réf. nécessaire]. Contrairement au polycarbonate, polystyrène et autres polymères transparents, il est d'une transparence exceptionnelle.
Les surfaces de PMMA montrent une grande rigidité, ainsi qu'une bonne résistance aux produits chimiques. C'est ainsi le matériau idéal pour les parois transparentes des grands aquariums.
Le PMMA est assez fragile et brûle facilement. Ce polymère exige également une trempe (recuisson) pour relâcher les tensions internes du polymère. Il a une faible résistance aux solvants, particulièrement aux carburants. Le matériau semble bien résister à l'essence, au méthanal et à l'acide chlorhydrique mais ne résiste pas à l'acétone. Il réagit très mal au contact de cyanoacrylate, qui fait blanchir le PMMA comme s'il avait été sablé.
Le PMMA a une assez faible résistance à l'abrasion. Si nécessaire, on lui préfère le copolymère styrène-acrylonitrile (SAN), surtout pour les pièces colorées (feux arrière d'automobile) où la transparence est moins importante.
Le PMMA ne peut pas être utilisé comme écran de protection de machines industrielles[pourquoi ?], il est nécessaire d'utiliser du polycarbonate qui ne présente pas de danger lorsqu'il se brise[Interprétation personnelle ?][réf. nécessaire].

## Recyclage
Le PMMA peut être fondu puis remoulé, mais c'est surtout par dépolymérisation qu'il peut être recyclé facilement. Par chauffage, le PMMA redonne son monomère de départ, le MMA. Celui-ci peut alors être réutilisé pour une nouvelle polymérisation.
En France, le 27 avril 2016, les principaux acteurs de la filière ont signé un engagement sur la « croissance verte » portant sur la mise en place d'une nouvelle filière de recyclage du verre acrylique (projet « Reverplast »),.

## Commerce
En 2014, la France est importatrice de PMMA, d'après les douanes françaises. Le prix moyen à la tonne à l'import était de 2 100 €.